# 毛萼蝇子草
毛萼蝇子草（学名：Silene pubicalycina）为石竹科蝇子草属的植物，为中国的特有植物。分布于中国大陆的四川、西藏、云南等地，生长于海拔3,200米的地区，目前尚未由人工引种栽培。